# Internationale Fachmesse für Sportartikel und Sportmode
ISPO (ursprünglich Internationale Fachmesse für Sportartikel und Sportmode) ist eine internationale Plattform für die Sportartikel- und Sportmodebranche. Die 1970 in München gegründete ISPO hat sich zu einem globalen Netzwerk entwickelt, das Hersteller, Marken, Einzelhändler, Start-ups, Athleten, Lösungsanbieter und Medien der weltweiten Sportbranche miteinander vernetzt.
Das Hauptereignis, ISPO Munich, findet jährlich in München statt und gilt als einer der zentralen Treffpunkte der internationalen Sportbranche. Die Messe versammelt jährlich über 80.000 Fachleute aus mehr als 120 Ländern und bietet ein vielfältiges Programm aus Vorträgen, Ausstellungen, Preisverleihungen und Fachkonferenzen. Neben der ISPO Munich richten sich regionale Fachmessen wie die ISPO Beijing und die ISPO Shanghai an den asiatischen Markt.

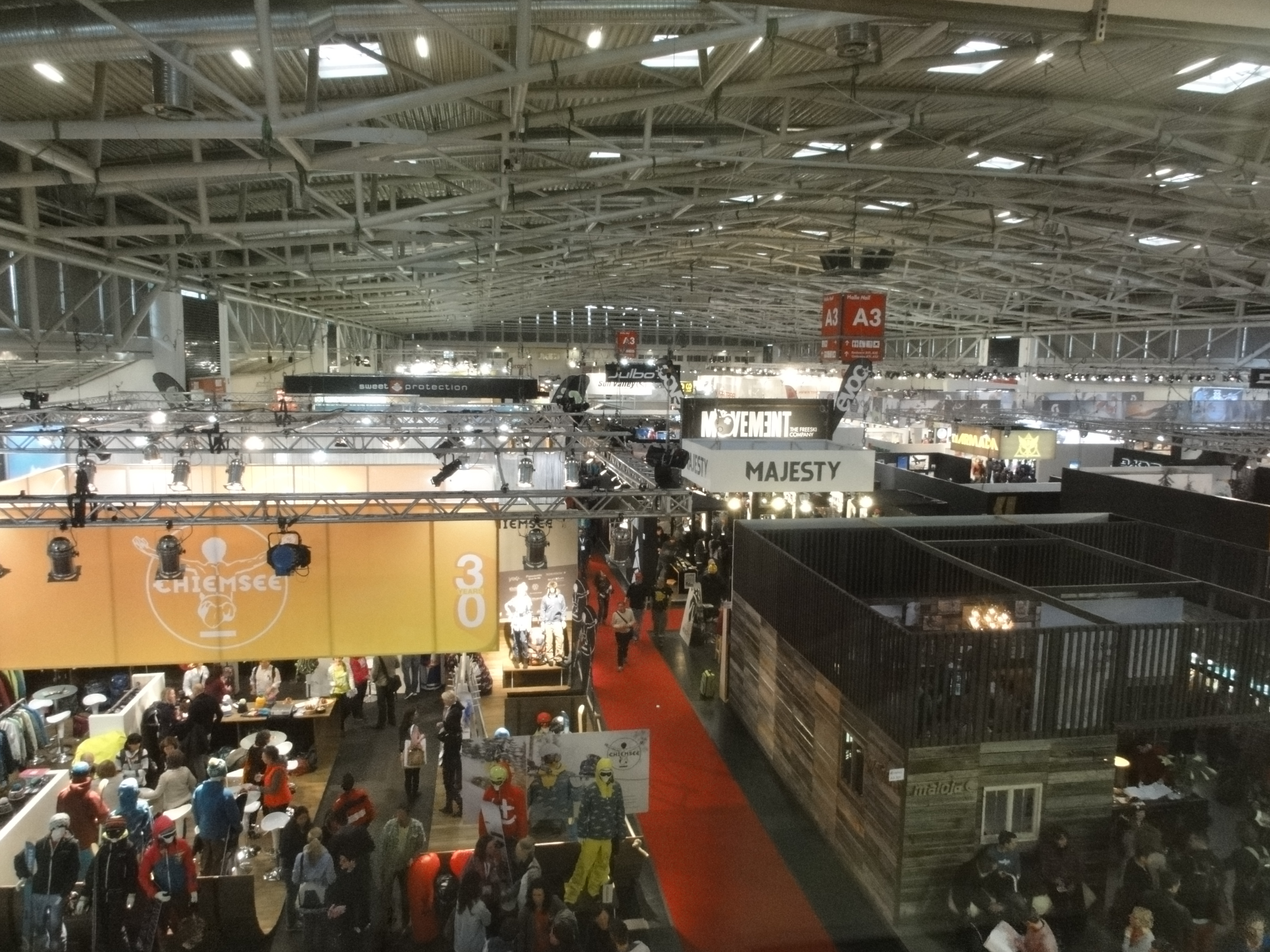
ISPO 2011

Im Laufe der Zeit hat ISPO das Angebot um Innovationen, Auszeichnungen und Wissensformate zu den Themen Nachhaltigkeit, Mode, Technologie und Gesundheit im Sport erweitert.

## Geschichte (1970–2024)

### 1970: Grundlagen und Innovation

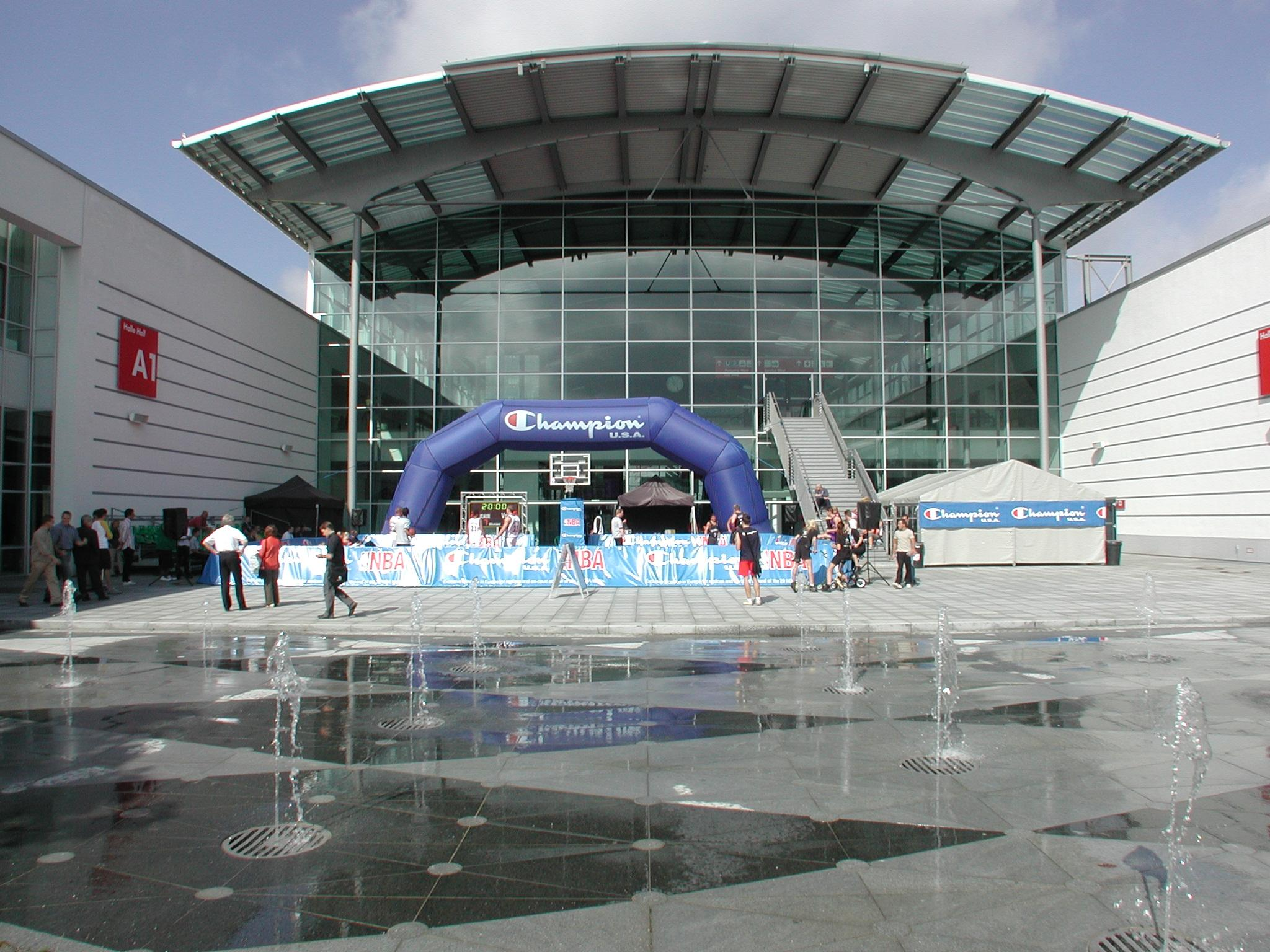
Die MMI während der ISPO Sommer 02, Blick vom Atrium in Richtung Haupteingang

ISPO Munich wurde im Jahr 1970 von der Messe München GmbH in München, Deutschland gegründet. Die Eröffnungsveranstaltung, 1970, begrüßte 816 Aussteller aus 25 Ländern und lockte 10.777 Fachbesucher. Das ZDF übertrug das Ereignis live. Aufgrund des unmittelbaren Erfolgs wurde die Messe im Jahr 1971 auf vier Tage verlängert. Dabei wurden rund 100.000 Produkte präsentiert und ein eigenes Textilzentrum für Sportmode eingerichtet. Zwischen 1972 und 1978 erlangte ISPO den Spitznamen „Olympische Messe“, da sie sich an den Olympischen Spielen in München orientierte und mit Attraktionen wie einer Kunsteisbahn und einer Skipiste aufwarten. Ein bedeutender Meilenstein war 1975 die Einführung des ISPO Symposiums.

### 1980: Expansion
Zwischen 1979 und 1984 feierte ISPO Munich das zehnjährige Bestehen und veranstaltete erstmals eine Herbstausgabe, in der das Angebot um Sommer- und Ganzjahressportarten erweitert wurde. 1982 ergänzten Live-Modenschauen für Skibekleidung das Veranstaltungsprogramm. In den Jahren 1985 bis 1989 verzeichnete die Veranstaltung einen deutlichen Zuwachs an internationalen Ausstellern und stellte neue Trendsportarten wie Paragleiten und Snowboarden vor. Zu den prominenten Gästen dieser Zeit zählten unter anderem Boris Becker und Willy Bogner.

### 1990: Mode, Action und Trends
Von 1990 bis 1995 fokussierte sich ISPO auf Sportmode durch die Einführung eines Trendforums und Designermodeschauen. In dieser Periode setzten sich Carving-Ski, Snowboards und Recycling als neue Trends durch. In den Jahren 1996 und 1997 wuchs das Interesse für Rafting und andere Actionsportarten. 1998 zog ISPO in das neu gebaute Münchner Messegelände um, das von dem damaligen Bundespräsidenten Roman Herzog offiziell eingeweiht wurde.

### 2000: Globale Expansion und Technologie
Von 2001 bis 2009 entwickelte sich ISPO Munich zu einer globalen Plattform der Sport Industrie. Zu den Höhepunkten gehörten die Einführung der Sport Communities (2001), der ISPO Card (2002) und der ISPO Vision (2004), die den Fokus auf Crossover-Mode richtete. ISPO China debütierte im Jahr 2005 und zog 2006 nach Beijing um, gemeinsam mit der Einführung der Wearable-Technologie-Plattform.  Die „Best Ager“-Initiative wurde 2007 ins Leben gerufen und ab 2009 waren Nachhaltigkeit und Schutzkleidung die Hauptthemen.
Die 70. Veranstaltung von ISPO im Jahr 2010 markierte zugleich auch das 40. Jubiläum der Messe. Im Jahr 2011 rückten Rocker Ski in den Fokus, gefolgt von den Themen Health und digitales Marketing im Jahr 2012. 2013 wurden ISPO Textrends sowie neue Servicemodelle eingeführt. Ein Jahr später erhielt der Themenbereich „Health & Fitness“ erstmals eine eigene Halle. Zwischen 2016 und 2019 standen Themen, wie Frauen im Sport, E-Sport und Digitalisierung im Mittelpunkt. 2020 feierte ISPO das fünfzigjährige Bestehen unter dem Motto „50 years of tomorrow“.

### 2020: Post-COVID
Im Jahr 2021 passte die Veranstaltung ihren Umfang und ihr Format aufgrund der Covid-19 Pandemie angepasst. Bereits 2022 kehrte ISPO Munich zu voller Auslastung zurück und begrüßte über 40.000 Besucher aus 117 Ländern sowie mehr als 1.700 Aussteller – ganz ohne pandemiebedingte Einschränkungen.
ISPO 2023 fand vom 28. bis 30. November statt und verzeichnete über 2.400 Aussteller aus 54 Ländern. Der Anteil internationaler Aussteller lag bei 93 %, was eine Steigung von 57 % gegenüber dem Vorjahr entspricht. Zudem präsentierten sich 93 Start-ups auf der Veranstaltung. ISPO 2024 zog über 2.300 Aussteller aus 50 Ländern an und begrüßte mehr als 55.000 Fachbesucher aus 113 Ländern. 65 % der Besucher und 93 % der Aussteller kamen aus dem Ausland. Mehr als die Hälfte der Besucher waren in einer leitenden Funktion tätig, und während der Veranstaltung wurden mehr als 150 neue Produkt- und Technologieinnovationen vorgestellt, wobei der Schwerpunkt auf Nachhaltigkeit und Innovation lag.

## Veranstaltungsstruktur und zentrale Bereiche
ISPO Munich ist in drei Hauptbereiche organisiert, welche zusammen die gesamte Wertschöpfungskette der Sport- und Outdoor-Industrie decken.
Upstream & Supply konzentriert sich auf die Beschaffung, auf Rohstoffe und Logistik und bringt Hersteller und Lieferanten an der Basis der Produktentwicklung zusammen.
Brands & Products dient als Innovationszentrum und zeigt Prototypen, Neueinführungen und innovative Designs von führenden und aufstrebenden Marken.
Commerce & Experience befasst sich mit Einzelhandelsstrategien, Kundenbindung und Produktinszenierung, also damit, wie Produkte auf den Markt gebracht und von den Verbrauchern erlebt werden.
Die Messe deckt Themenbereiche wie Gesundheit und Wohlbefinden, Mode und Bekleidung, Sporttechnologie und Wearables, Einzelhandelserlebnis, digitale Transformation, urbanes Outdoor, organisierter Sport und Nachhaltigkeit ab. ISPO Munich 2025 legt den Fokus auf den Einzelhandel durch Initiativen, die darauf abzielen, die spezifischen Bedürfnisse von Einzelhändlern anzusprechen und ihre Beteiligung zu vergrößern.

## Wichtige Initiativen und Plattformen
ISPO Academy bietet internationale Konferenzen, Seminare und Schulungsprogramme für Fachleute der Sportindustrie.  Diese Programme, die sowohl persönlich als auch online angeboten werden, helfen Einzelhändlern und Unternehmen, den Markttrends voraus zu sein. Die Inhalte werden in Form von Webinaren und Videositzungen vermittelt, um weltweite Zugänglichkeit und praxisorientiertes Lernen zu ermöglichen.
Der ISPO Retail Club ist ein exklusives Programm für Einzelhändler, das darauf ausgelegt ist, deren Messeerlebnis auf der ISPO Munich zu optimieren und zu erweitern.
Der Global Sports Influencer Summit fördert die Interaktion innerhalb der Community und bringt einflussreiche Personen aus verschiedenen Bereichen der Sportbranche zusammen.
ISPO Brandnew (gestartet im Jahr 1988) ist eine Plattform für Start-ups in der Sport- und Outdoor-Industrie. Die Plattform half bei der Einführung bekannter Marken wie GoPro, On Running und Naish Kites. Seit dem Jahr 2000 werden jährlich besonders innovative Jungunternehmen ausgezeichnet und erhalten im Rahmen der ISPO Munich die Möglichkeit, sich einem internationalen Fachpublikum zu präsentieren. Teilnehmer profitieren unter anderem von Netzwerkveranstaltungen, Investorenzugang sowie medialer Sichtbarkeit durch Branchenberichterstattung und Live-Pitches vor Jury und Publikum.
ISPO Collaborators Club ist eine B2C-Plattform, die Athleten und Sportbegeisterte mit Marken aus der Branche zusammenbringt.

## Ausstellungskategorien
ISPO deckt eine Reihe von Kategorien ab, die die Vielfalt der Sportindustrie widerspiegeln. Die Messe zeigt Produkte und Innovationen in den Bereichen: Outdoor-Freizeit, Skifahren und Snowboarden, Laufen und Fitness, Sport- und Strandbekleidung, Mannschaftssportarten und Fußball, Radfahren und nordische Sportarten, Schlägersportarten und Triathlon. Die Messe richtet sich auch an den Jugendmarkt mit Sportausrüstungen für Kinder und geht auf neue Trends ein, indem sie spezielle Bereiche für Wearable Technologien und eSports einrichtet.

## Austeller und Athleten auf der ISPO Munich
ISPO Munich zieht Aussteller aus der gesamten globalen Sport- und Lifestyle-Branche an. Zu den namhaften teilnehmenden Unternehmen gehören Alibaba, ASF Group, Adidas, Patagonia, Puma, Continental Chemical Industries, Decathlon, Ducati International, eBay, Everlast Europe, Helly Hansen, IHKIB, Hyosung TNC, Intersport Deutschland, Kaufland E-Commerce GmbH, die Toyota Tsusho Group und andere.
ISPO zieht regelmäßig bekannte Persönlichkeiten aus der internationalen Sportwelt an. Im Jahr 2023 trat der ehemalige American-Football-Spieler und Bürgerrechtler Colin Kaepernick als Redner bei der Veranstaltung auf. Bei der gleichen Veranstaltung waren auch die deutschen Fußballtrainer Thomas Tuchel und Julian Nagelsmann, die an Vorträgen zu den Themen Führung und Athletenentwicklung teilnahmen. Die Olympiasiegerin im Weitsprung, Malaika Mihambo, besuchte 2024 ISPO, um über Themen im Zusammenhang mit der mentalen Belastbarkeit im Sport zu sprechen. Im Laufe der Jahre waren unter anderem Boris Becker, Willy Bogner, Robby Naish und Naomi Campbell zu Gast, was die große Reichweite der Veranstaltung in Sport, Mode und Kultur widerspiegelt.

## Der ISPO Award
ISPO organisiert mehrere Preisverleihungen, mit denen herausragende Leistungen und Innovationen in der Sport- und Outdoor-Branche ausgezeichnet werden. Der ISPO Award zeichnet herausragende Produkte und Dienstleistungen auf der Grundlage von Kriterien wie Innovation, Leistung und Nachhaltigkeit aus. Zu den namhaften Gewinnern gehören Black Diamond Pursuit Shock Trekking, die Mammut Eiger Nordwand Jacke und der Oakley ARO7 Helm. 2023 hat ISPO außerdem den Retail Choice Award eingeführt. Die Gewinner werden direkt von Einzelhandelsfachleuten ausgewählt.

## Globale ISPO Plattformen
ISPO Beijing ist eine der führenden Sporthandelsplattformen in Asien, die sowohl lokale als auch internationale Marken aus den Bereichen Outdoor, Wintersport, Laufen, Fitness, Textilien, Technologie und urbane Sportarten zusammenbringt.
ISPO Shanghai ist eine internationale Fachmesse, die als Plattform für den branchenübergreifenden Geschäftsaustausch sowie zur Präsentation und Erprobung von Produktinnovationen dient. Der Schwerpunkt der Veranstaltung liegt auf Outdoor-Aktivitäten, Camping-Lifestyle, urbane Sportarten, Wasser- und Wintersport sowie E-Commerce.